# All This and Rabbit Stew
All This and Rabbit Stew (doblado al español latinoamericano como: Presa Difícil) es un cortometraje animado de la serie Merrie Melodies estrenado en 1941. Fue dirigido por Frederick Bean Avery el cual sería censurado más tarde entre 1968 y 1986 de forma definitiva y colocado en el séptimo puesto de la controvertida lista de los Censored Eleven; es el único corto de Bugs Bunny disponible en esta lista, aunque ha sido transmitido pocas veces en televisión como por ejemplo en Boomerang y Cartoon Network, como curiosidad este corto fue doblado al español latinoamericano.
La trama de este cortometraje es del tipo cazador y presa, en el cual Elmer Gruñón, es reemplazado por un torpe y estereotipado cazador de raza negra el cual durante todo el corto trata de cazar a Bugs pero siempre termina fallando en el intento; cuando al final Bugs le muestra unos dados al negro, comienzan a jugar, sin embargo Bugs Bunny gana la apuesta por lo que el negro termina perdiendo toda su ropa y queda desnudo con solo una hoja de árbol para tapar su entrepierna, antes de terminar el corto con un plano que se está cerrando, el conejo desde fuera del cuadro le quita al negro la hoja, deduciéndose que ha quedado desnudo.
La única razón por la que este corto fue censurado definitivamente es que Elmer Gruñón es reemplazado por un torpe y estereotipado cazador de raza negra y la desnudez que hay al final de la caricatura, por lo que fue incluido en el Censored Eleven en el periodo 1968 - 1986.